# Gamle Grønholt Vang
Gamle Grønholt Vang er en skov i Fredensborg Kommune. Skoven er fredskov. Skoven består overvejende af rødgran og bøgeskov. Skovens størrelse er 237,7 ha.

## Geologi og jordbund
Skoven ligger i et morænelandskab fra sidste istid, til dels med dødisrelief. Jornbunden er præget af sand og grus. I Lygtemose findes postglaciale aflejringer af tørv.

## Plantevækst
Skoven er domineret af bøg, eg og rødgran.
Mindre områder er beplntet ær, birk, ask, sitka og normannsgran.

## Fredninger m.m.
Egentlige fredninger er ikke foretaget.
Skoven er fredsskov. I skoven ligger Grønholt voldsted.

## Anvendelse
Skoven er produktionsskov.
Skoven fungerer også som ekstensiv udflugtsskov.